# Große Synagoge (Hrodna)

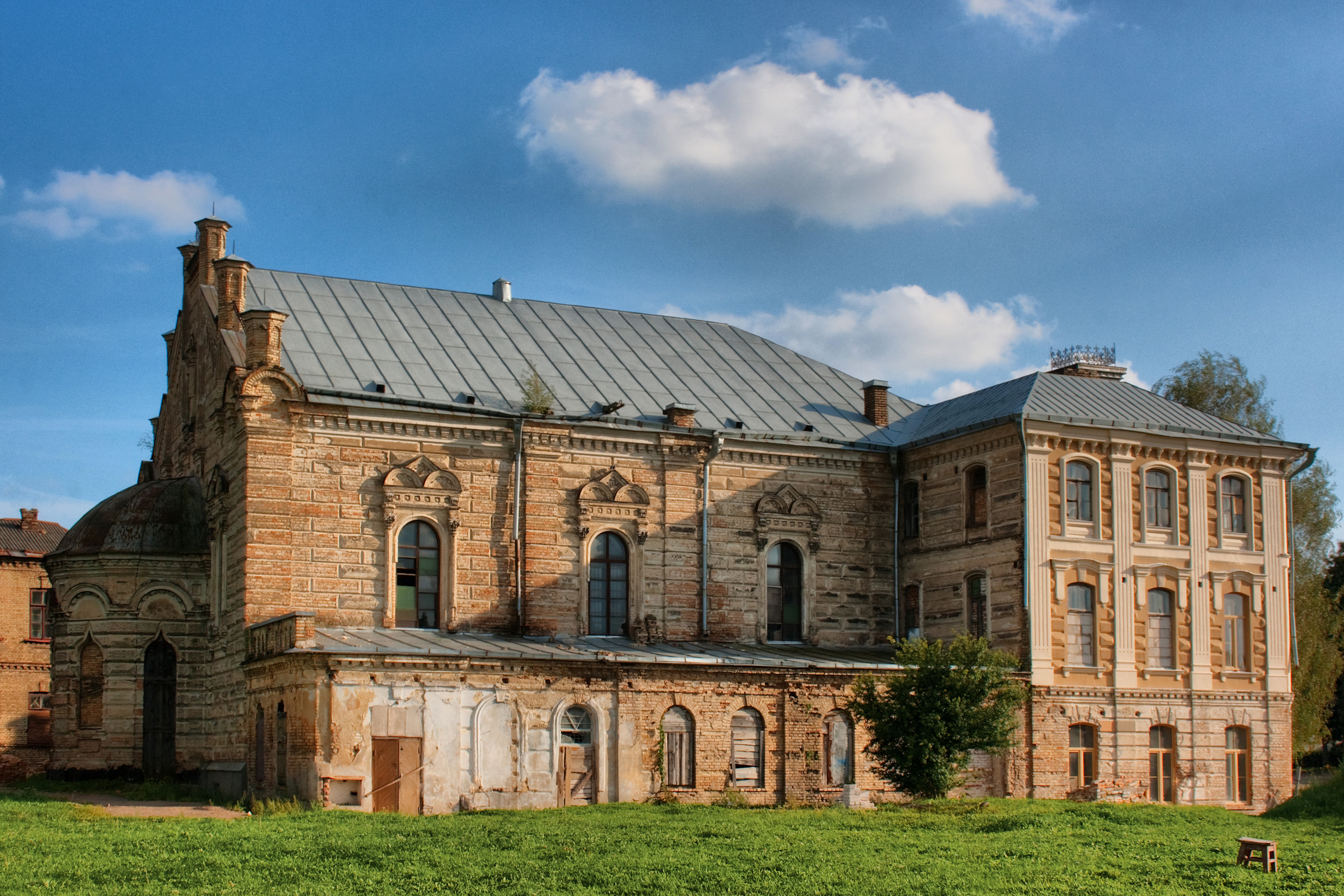
Große Synagoge in Hrodna 2012 (vor der Renovierung)

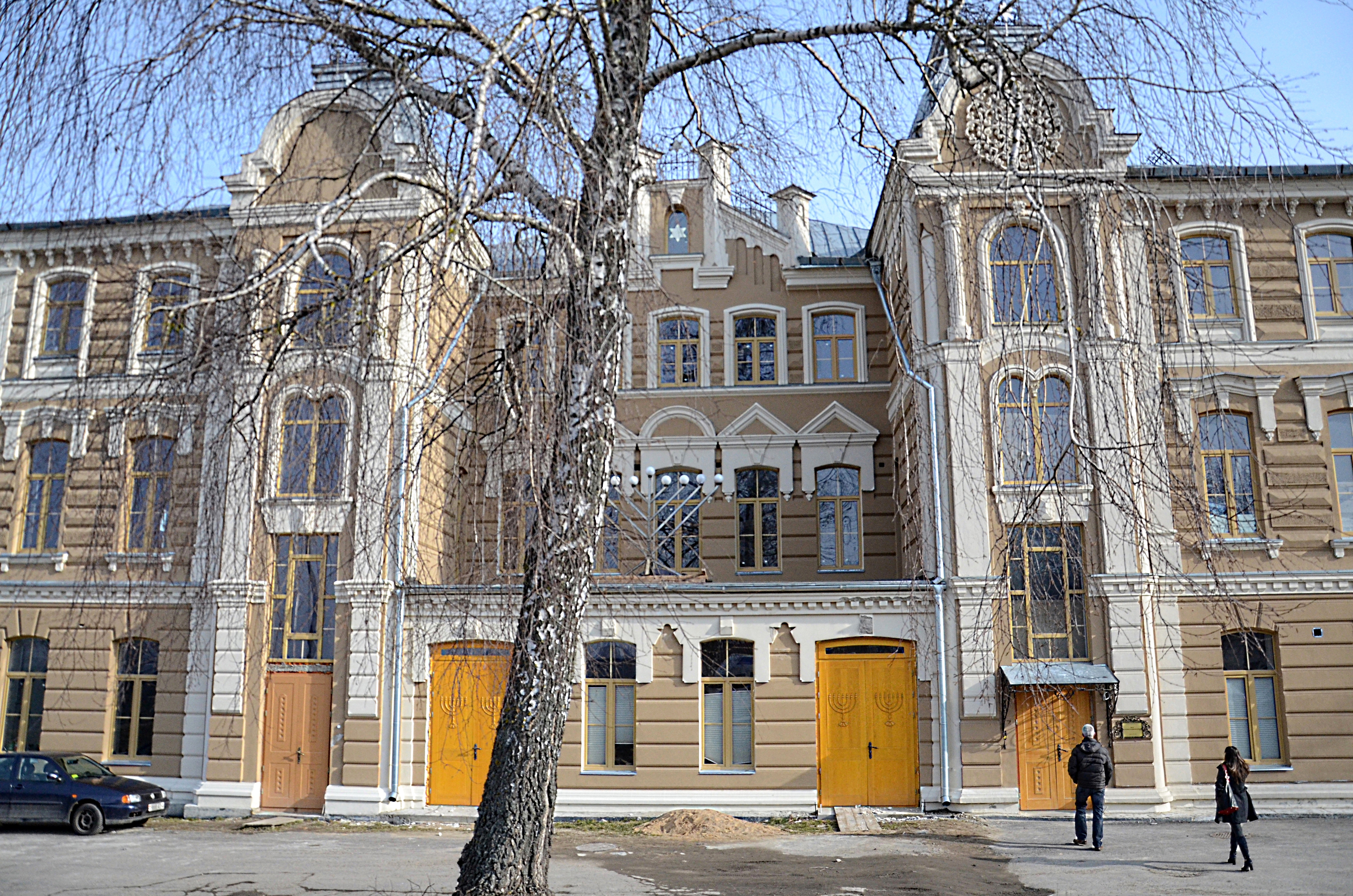
Eingangsbereich 2015 (nach der Renovierung)

Die Große Synagoge in Hrodna, der fünftgrößten belarussischen Stadt in der Hrodsenskaja Woblasz, wurde von 1902 bis 1905 erbaut. Sie ist auch als Choral-Synagoge bekannt. Sie steht in der Wielka Troicka-Straße.

## Geschichte
Eine erste Synagoge in Hrodna wurde von 1575 bis 1578 gebaut. Diese brannte schon 1617 ab; die danach gebaute brannte 1899 ab. In den Jahren 1902–1905 wurde dann die jetzige Synagoge errichtet. Dabei wurden im Osten auch Teile des Gebäudes aus dem 17. Jahrhundert beibehalten.
Im Zweiten Weltkrieg wurde das Innere verwüstet und das Äußere durch Geschosse beschädigt. Nach der fast vollständigen Ermordung der Juden im Holocaust wurde sie nach dem Krieg von den sowjetischen Behörden zunächst als Lagerhaus und später als Bildhauerwerkstatt genutzt.
Nach 1990 wurde sie an die jüdische Gemeinde zurückgegeben. Erst seither wurden Renovierungsarbeiten durchgeführt. Vollständig renoviert und wiederhergestellt wurde sie seit 2013.

## Architektur

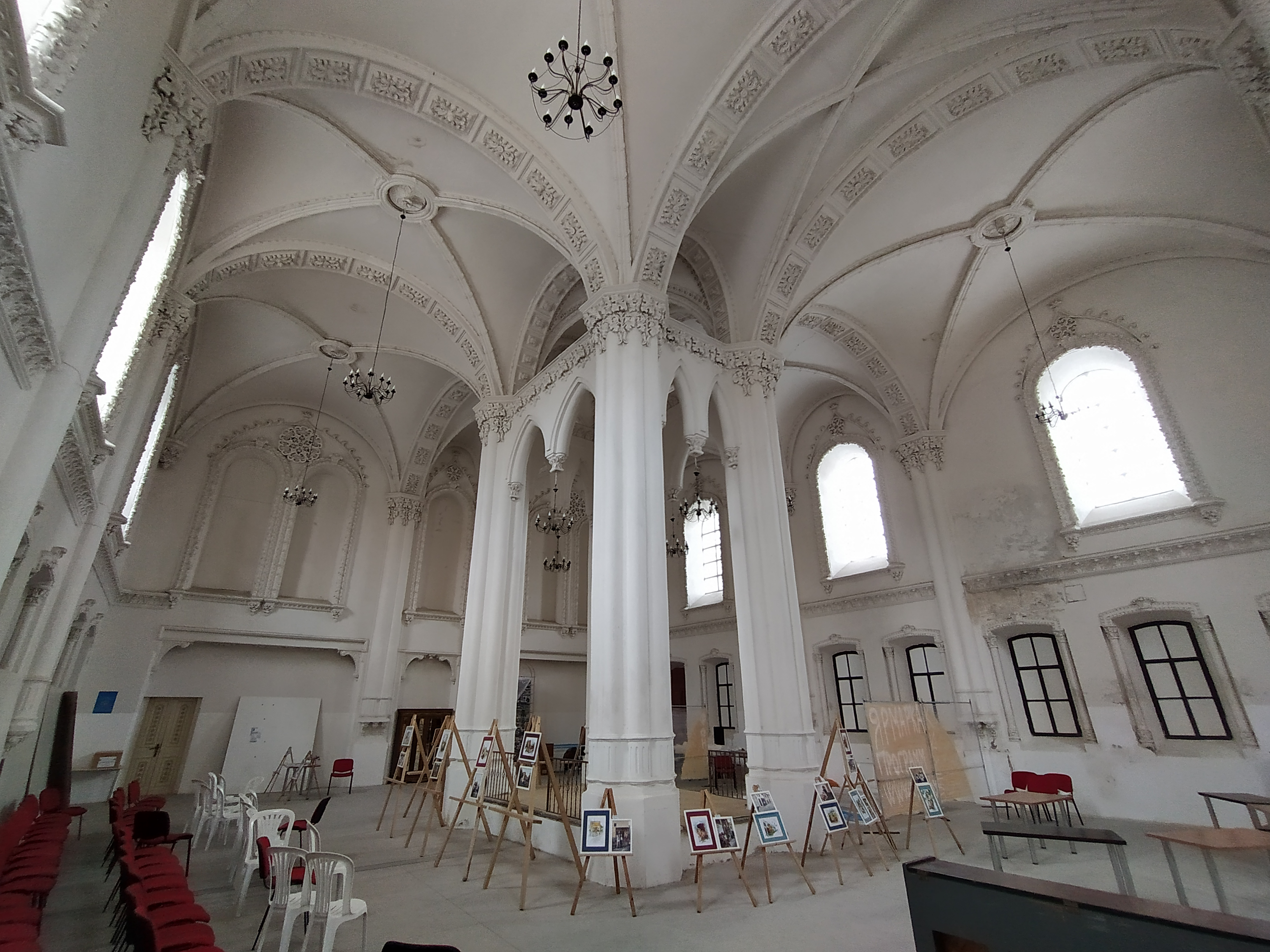
Stützbima

Das monumentale Gebäude ist in einem orientalisierenden, eklektizistischen Stil errichtet. Der Eingangsbereich im Westen wird von zwei massiven quadratischen Türmen flankiert.
In der Mitte des Innenraumes stand die Bima zwischen vier massiven Pfeilern, die oben in eine Art Baldachin übergehen. Dies ähnelt einer Stützbima, einer Form im polnischen Synagogenbau bis in das 19. Jahrhundert zur Anwendung kam.
Von dem Toraschrein ist nur noch eine Nische erhalten.

## Choral-Synagoge
Die Große Synagoge wird oft auch die (Große) Choral-Synagoge genannt. Dabei unterscheidet sie sich von den meisten anderen Choral-Synagoge zumindest dadurch, dass die Bima nicht in die Nähe des Toraschreins gerückt wurde, sondern weiterhin in der Mitte des Raums stand. Möglicherweise hängt das damit zusammen, dass beim Bau Teile (und Struktur) der älteren abgebrannten Synagoge verwendet wurden.